# LongStoryShort!
A LongStoryShort! egy 2017-ben alakult magyar, budapesti pop-punk, punk-rock zenekar.

## Története
A LongStoryShort!-ot két gyerekkori barát, Marschall György Olivér és Kovács Tamás alapította 2017-ben, Budapest X. kerületében. Abban az időben a pop-punk Magyarországon a csendes időszakát élte, ezen szerettek volna változtatni a fiatalok, hiszen a stílus mindkettejük szívéhez közel állt. 
2018-ban megjelent a zenekar első kislemeze, ami a "My Summer" címet viseli.
A LongStoryShort! 2020-ban megkapta a NKA támogatását az Induló Előadói Program keretében. 
2020-ban megjelent a zenekar első és jelen pillanatban egyetlen single-je, a "Stay". A Stay videoklipjében különleges, hogy az akkori koronavírus-járványra való tekintettel a készítés közben nem került sor személyi kontaktra.
2020-ban kiadták a zenekar első nagylemezét, ami a "Helo" címet kapta.
A "Leléptél" című daluk 2020-ban hónapokon keresztül előkelő helyen szerepelt a Music Channel top 21-es dallistáján, egy ponton a 10. legjobb magyar dal helyezést érte el.
2021-ben a "Talán Holnap" című dalukkal szerepeltek A Dal (2021) műsorában, ahol az első élő fordulóig jutottak.
2022. május 31-én egyik közösségi oldalukon bejelentették, hogy a banda nagy része kicserélődött. Közös megegyezéssel távozott az egyik alapító, Kovács Tamás, Nagy Olivér és Varró Bálint is. Helyükre érkezett Perger Péter, Szűcs Bence, Rostás Péter és Mucsi Balázs. Az eredeti, 2017-es csapatból egyedül a frontember, Marschall György Olivér maradt. Ezzel az új felállással neveztek az X-Faktor 11. évadába. A táborban ByeAlex csapatába kerültek. A mentorház első napján estek ki a versenyből.

## Diszkográfia

### Kislemez, albumok
| Név       | Kiadás |
| --------- | ------ |
| My Summer | 2018   |
| Helo      | 2020   |

### Single
| Név  | Kiadás |
| ---- | ------ |
| Stay | 2020   |